# Mídia no Japão
As comunicações de mídia no Japão incluem numerosas redes de televisão e rádio, bem como jornais e revistas. Para a maior parte, foram estabelecidas redes de televisão baseada na contribuição de capitais existentes das redes de rádio naquela época. Portanto, é necessário compreender a relação entre o capital dos meios de comunicação (tais como a relação entre jornal, rádio e redes de TV).
Cerca de 70% do terreno é montanhoso, transmitir sinais de rádio e TV revela-se um grande desafio. Regulamentos de radiodifusão pelo governo também são extremamente complicadas e rígidas. Nível nacional há 89 estações de FM e 215 estações de AM. As outras 855 estações são de repetidores de baixa potência para chegar vales e áreas isoladas. Com a televisão, ainda mais, com 211 estações e 7341 repetidoras. AM japonês é o mesmo que em muitas nações ocidentais (530 a 1730 kHz com espaço de 9 kHz), mas a sua FM é de 76 a 90 MHz, resultando não só num número muito limitado de estações possível, mas que a maioria dos receptores de rádio FM Fora do Japão, mas todos são inúteis.
Para a maior parte, a variedade apresenta série de dramas, notícias e constituem um grande percentual na mostra de noite do japonês. Filmes ocidentais também são mostrados, muitos com um sub-canal para inglês.
Há todos os canais de televisão em inglês por cabo e satélite em (com legendas em japonês). Em áreas próximas das bases militares dos Estados Unidos há, muitas vezes, o rádio American Forces Network, que qualquer pessoa pode sintonizar.

## Redes de TVs
Há 6 redes nacionais de televisão, como se segue:
1. NHK (日本放送协会 Nippon Hōsō Kyōkai). NHK é um serviço público de radiodifusão japonês. A empresa é financiada através de "visualizador taxas", semelhante ao licença sistema utilizado no Reino Unido para financiar o BBC de Londres. NHK é uma rede de radiodifusão pública, a posição da NHK é imparcial. Na realidade, NHK deliberadamente evita fazer comentários políticos. NHK tem 2 canais de televisão terrestre, ao contrário das outras redes de TV (na região de Tóquio-canal 1 ("Sōgō" (Geral)) e canal 3 ("Kyoiku" (Educação)).
2. Nippon News Network (NNN) liderado por Nippon Television (日本テレビ放送網/日テレ Nihon-Terebi/Nittere; NTV). Conservador. Na região de Tóquio, canal 4. Filiadas com o Yomiuri Shimbun. Nos últimos anos, NTV foi devastada por um escândalo avaliações suborno, em que o seu presidente, Seiichiro Ujiie, foi forçado a se demitir, escândalos e notícias sobre cenografia de transmissões.
3. Japan News Network (JNN) liderado por TBS (东京放送Tōkyō Hōsō, Tokyo Broadcasting System). Liberal. No entanto, o famoso programa notícia Chikushi Tetsuya's News 23 é por vezes considerada uma "de esquerda" programa. A principal âncora deste programa, Tetsuya Chikushi, é o tradutor de David Halberstam do livro The Powers That Be (Os Poderes que Seja, em tradução livre). Ele também é influenciado pela atitude de CBS News (por exemplo, 60 Minutes (60 Minutos) e Edward R. Murrow). Na região de Tóquio, canal 6.
4. Fuji News Network (FNN) liderado por Fuji Television (フジテレビジョン; Fuji TV). De direita ou conservador. Filiadas com o Fujisankei Comunicações conglomerado, que inclui oSankei Shimbun. Na região de Tóquio, o canal 8.
5. All-Nippon News Network (ANN) liderado por TV Asahi (テレビ朝日). Liberal ou de esquerda. Filiadas com o Asahi Shimbun. Ela tinha um famoso telejornal intitulado Notícias da Estação liderado pelo principal caster Hiroshi Kume para 18 anos. É transmitido desde 26 de março de 2004. Na região de Tóquio, canal 10.
6. Rede TV Tokyo chefiado por TV TOKYO (テレビ東京). Centra-se em notícias econômicas. Também é conhecido por seu programas de animes. Tem laços com o jornal Nihon Keizai Shimbun. Na região de Tóquio, canal 12.

As opiniões políticas das redes podem ser resumidas da seguinte forma:
| Liberal      | Média                          | Conservadora                      |
| TBS tv asahi | NHK TV TOKYO (ou conservadora) | Fuji Television Nippon Television |
| ------------ | ------------------------------ | --------------------------------- |

NOTA: Parecer poderia ser diferente em especial sobre o grau absoluto em relação aos liberais ou conservadoras. Neste sentido, esta tabela serve para mostrar relativa posição (política) das redes de TV. Esta isenção poderia aplicar-se também aos gráficos de jornais e revistas a seguir mencionadas. Definições de liberal / conservadora foram formados, baseado em ideologias nos Estados unidose não pode obedecer a liberal / conservadora - esquerda / direita fronteiras de outros países.
No Japão, TV a cabo e por satélite multi-canal são menos popular do que nos Estados Unidos. Portanto, estes seis redes de TV partes quase a totalidade dos telespectadores no Japão (população 120 milhões de habitantes, e 45 milhões de domicílios). Como consequência deste oligopólio, não é incomum quando um determinado programa televisivo recebe 20% de audiência apreciação rating. Como assim, propagandas e outras mensagens são muito eficazes em chegar aos cidadãos. Neste sentido, TV como um meio de comunicação tem um forte poder.
Apesar disto, o Japão não tem tanto a televisão por cabo (em muitas comunidades) e televisão por satélite. Esta última inclui transmissões pela NHK, WOWOW e SKY PerfecTV!.
Maior rede de estações em Osaka é considerada como a principal estação secundária e fonte significativa nacional programação de entretenimento, mas é nas estações de Tokyo que conrol programação e noticiários de televisão e jornalismo.
Existem estações locais de TV. A maioria deles são filiados ou parcialmente detidos empresas do referido em redes nacional de TV e a maioria das horas exibidas são ocupadas por programação à escala nacional. Os membros da Associação de Estações Independente de Televisão Japonesa (Japanese Association of Independent Television Stations, JAITS) são mais independentes. Como estas estações locais não ganham broadcast minutos ou viewership, eles não são significativos da nota.
Seria difícil (ou quase impossível e estatística bolsa seria necessário) para medir o grau de conservadorismo da mídia japonesa em geral (em especial, redes de TV), mas seria seguro que o conservador redes, conservador rodinhas, conservador programas e atitudes conservadoras Às questões políticas não são raros (simbolizando por Sr. Yoshiko Sakurai). A este respeito, as pessoas que trabalham nos meios de comunicação social não são geralmente considerados como liberais, embora a palavra "jornalista" lingüisticamente implica suas tendências liberais (Ms Yoshiko Sakurai considera-se como "jornalista", em sua página da web https://web.archive.org/web/20071011060528/http://blog.yoshiko-sakurai.jp/profile/). Talvez, ele resulta de (1) que respeite as pessoas do governo japonês (especialmente, ramos legislativo e executivo) passivamente, o conceito e a falta de verificar o governo por parte dos jornalistas e (2) que os valores do povo japonês não são tão liberal, nem progressista, a nível nacional, tendo em lados do Japão o país.

## Redes de Rádio

### Rádio AM
1. NHK Radio 1, NHK Radio 2
2. Japan Radio Network (JRN)—Flagship Station: Rádio TBS (TBSラジオ)
3. National Radio Network (NRN)—Flagship Stations: Nippon Cultural Broadcasting (文化放送) e Nippon Broadcasting System (ニッポン放送)
4. Radio Nikkei é uma estação independente de transmissões onda curta com conteúdo nacional em dois canais.

### Rádio FM
1. NHK-FM
2. Japan FM Network (JFN)—Tokyo FM Broadcasting Co.,ltd.
3. Japan FM League—J-Wave Inc.
4. MegaNet—FM Interwave (InterFM)

### Rádio na Internet
1. Bible Broadcasting in Japanese

## Revistas

### Revistas semanais
1. Aera (アエラ).
2. Friday (フライデー). Revista de foto.
3. Josei Jishin (女性自身). Para as mulheres.
4. Nikkei Business (日経ビジネス). Revista econômica.
5. Shuukan Asahi (週刊朝日). Liberal.
6. Shuukan Economist (週刊エコノミスト). Revista econômica.
7. Shuukan Kinyoubi (週刊金曜日). Forte liberal.
8. Shuukan Bunshun (週刊文春). Conservador.
9. Shuukan Diamond (週刊ダイヤモンド). Revista econômica.
10. Shuukan Gendai (週刊現代).
11. Shuukan Josei (週刊女性). Para as mulheres.
12. Shuukan Post (週刊ポスト).
13. Shuukan Shinchou (週刊新潮). Conservador.
14. Shuukan Toyo Keizai (週刊東洋経済). Revista econômica.
15. Spa! (スパ!).
16. Sunday Mainichi (サンデー毎日). Liberal.
17. Yomiuri Weekly (読売ウィークリー).

### Revistas mensais
1. Bungei Shunjuu (文藝春秋). Conservador, embora há quem diga esta revista é médio.
2. Chuuou Kouron (中央公論). Filiada com a Yomiuri Shimbun. Conservador.
3. Gendai (現代). Médio.
4. Ronza (論座). Publicado pela empresa Asahi Shimbun. Liberal.
5. Seiron (正論). Publicado pela empresa Sankei Shimbun. Direita.
6. Sekai (世界). Fonte Liberal.
7. Shokun! (諸君!, Senhores!). Fonte Conservador.
8. Ushio (潮). Tem uma forte ligação com o Soka Gakkai International.
9. pumpkin. Tem uma forte ligação com o Soka Gakkai International.
10. Dai San Bunmei (第三文明). Tem uma forte ligação com o Soka Gakkai International.
11. Todai (灯台). Tem uma forte ligação com o Soka Gakkai International.
12. Graph SGI (グラフSGI). Tem uma forte ligação com o Soka Gakkai International.

## Jornais
1. Yomiuri Shimbun (読売新聞). Conservador. 1º classificado em circulação diária (cerca de 10 milhões por dia). O Yomiuri Shimbun, a ser amplamente divulgado, assume a posição mais popular. O Yomiuri tem um contrato com a britânica The Times. Afiliada a Nippon TV.
2. Asahi Shimbun (朝日新聞). Esquerda ou de centro liberal. 2º classificado em circulação diária (cerca de 8 milhões por dia). Conhecido pela sua proeminentes escritores, bem como a frequência com que os seus artigos sejam utilizados para exames de admissão universitária. Afiliada a TV Asahi.
3. Mainichi Shimbun (毎日新聞). Liberal. 3º classificado em circulação diária (cerca de 4 milhões por dia). Filiado com TBS.
4. Nikkei Shimbun (日本経済新聞). Económico com papel semelhante ao Wall Street Journal. 4º classificado em circulação diária (cerca de 3 milhões por dia). Filiado com TV TOKYO.
5. Sankei Shimbun (産経新聞). De direita ou conservador, jornal pró-americano e antichinês. 6º classificado em circulação diária (cerca de 2 milhões por dia). Conhecido como jornal nacionalista e acolhida formidavelmente pela direita. Afiliada a Fuji TV.

Existem também jornais regionais, como o Tokyo Shimbun (東京新聞) em Kanto, Chunichi Shimbun (中日新聞) em Chūbu, Nishinippon Shimbun (西日本新聞) em Kyūshū, Hokkaido Shimbun (北海道新聞) em Hokkaidō, Kahoku Shimpo (河北新報) em Tohoku e versões em inglês dos 5 principais jornais. Jornais de negócios como Nikkan Kogyo Shimbun (The Business & Technology Daily News) também são amplamente lido. The Japan Times é o único jornal exclusivamente para falantes em inglês. Seikyo Shimbun (聖教新聞) é o jornal diário publicado como um boletim de Soka Gakkai International, a religião no Japão aumentou recentemente.
Tal como acontece com outros países, estudos tendem a demonstrar que o número de assinantes jornal está em declínio. Esta evolução vai provavelmente continuar por algum tempo.

## Agências de Publicidade
Estas desempenham um papel importante na media/mídia em massa japonesa. Existem duas grandes agências de publicidade Japão.
1. Dentsu (電通). Maior agência de publicidade japonesa (4º no mundo). Ele tem uma enorme presença, especialmente na mídia de TV. Esta empresa tornou-se pública em Novembro de 2001. Essa empresa também tem uma forte ligação com o ramo legislativo do Japão. Website: Dentsu
2. Hakuhodo (博報堂). 2ª maior agência de publicidade japonesa.

## Wire service
1. Jiji Press (時事通信).
2. Kyodo News (共同通信).